# Charles Wilson (Komponist)
Charles Mills Wilson (* 8. Mai 1931 in Toronto; † 13. Juni 2019) war ein kanadischer Komponist, Chorleiter und Musikpädagoge.

## Leben
Wilson hatte als Kind Klavierunterricht bei Wilfred Powell und später Orgelunterricht bei Charles Peaker. Auf Anraten von Harvey Perrin ging er an der Royal Conservatory of Music in Toronto und studierte dort Komposition bei Godfrey Ridout. Am Berkshire Music Centre in Tanglewood nahm er Unterricht bei Lukas Foss (1950) und Carlos Cháves (1951). Ein Jahr lang unterrichtete er Harmonielehre an der University of Saskatchewan, leitete dort den Universitätschor und vollendete als Dissertationsarbeit seine Symphony in A.
Von 1954 bis 1964 war er Organist und Chorleiter an er Chalmers United Church in Guelph. 1955 gründete er die Guelph Light Opera and Oratorio Co (später Guelph Opera and Oratorio Singers), deren Dirigent er bis 1974 war. Daneben dirigierte er weiter Chöre und Kapellen in der Region, gab Musikunterricht und war zeitweise Beauftragter für den Musikunterricht an öffentlichen Schulen in Guelph. Von 1962 bis 1974 leitete er den Bach-Elgar Choir of Hamilton. Ab 1979 unterrichtete er an der University of Guelph, wo er auch das Studio für elektronische Musik leitete und später Composer in Residence wurde. Neben mehreren Opern und Balletten komponierte Wilson sinfonische Werke, Kammermusik, Chorwerke, Lieder und elektroakustische Musik.
Er starb am 13. Juni 2019 im Alter von 88 Jahren.

## Werke
- Streichquartett, 1950
- The Strolling Clerk from Paradise, Kammeroper, um 1952
- Symphony in A, 1953
- Sonata da Chiesa für Oboe und Streicher, 1960
- Streichtrio, 1963
- On the Morning of Christ's Nativity Kantate für Sopran, Tenor, Bariton, gemischten Chor und Orchester, 1963
- Three Madrigals on Latin Lyrics für gemischten Chor, 1964
- And Now Bless the God of All für gemischten Chor und Orgel, 1965
- Johnny Fibber, Spiel für Kinder, 1965
- The Angels of the Earth, Oratorium für Sopran, Bariton, Erzähler, gemischten Chor und Orchester, 1966
- Theme and Evolutions für Orchester, 1966
- Streichquartett, 1968
- En Guise d'Orphée für Briton und Streichorchester, 1968
- Ballet Score (nach einer indianischen Legende), 1969
- Dona nobis pacem für gemischten Chor und Bläser, 1970
- Concerto 5 × 4 × 3 für Streichquintett, Holzbläserquartett oder Blechbläsertrio,  1970
- Phrases from Orpheus für gemischten Chor und Tänzer, 1970
- Heloise and Abelard, Oper, 1972
- The Selfish Giant, Kinderoper nach Oscar Wilde, 1972
- The Summoning of Everyman, Kirchenoper, 1972
- Sinfonia für Doppelorchester, 1972
- Image out of Season für gemischten Chor und Bläserquintett, 1973
- Christo paremus canticam für gemischten Chor und Orchester, 1973
- Symphonic Perspectives 'Kingsmere'  für Orchester, 1974
- Missa brevis für gemischten Chor und Bläser, 1975
- Streichquartett, 1975
- Kamouraska, Oper, 1975
- Song for St Cecilia's Day für Sopran, Tenor, gemischten Chor und Orchester, 1976
- Psycho Red, 'a dramatic mindscape' , 1977
- Conductus für Klavier und Orchester, 1979
- Dream Telescope für Alt und Klavier, 1979
- First Book of Madrigals für Sopran und Instrumentalensemble
- Un Canadien Errant für Mezzosopran, Tenor oder Bariton, gemischten Chor und Instrumentalensemble, 1981
- Invocation für acht Solostimmen und Tonband, 1982
- Streichquartett, 1983
- Two Voices für Mezzosopran, Klarinette, Cello, Klavier, zwei Perkussionisten und Tonband, 1983
- The Revelation to John für drei gemischte Chöre, drei Dirigenten und Orgel, 1984
- Crosstalk D/A für Tonband, 1988
- A Possible Piece 'in a world gone mad'  für Tonband, 1989
- Tim, Radiooper für Tenor, Bariton und Tonband, 1990

## Quelle
- Charles Wilson. In:  Encyclopedia of Music in Canada. herausgegeben von The Canadian Encyclopedia (englisch, französisch).